# アイス・ハーヴェスト 氷の収穫
『アイス・ハーヴェスト 氷の収穫』（アイス・ハーヴェスト こおりのしゅうかく、The Ice Harvest ）は、2005年のアメリカ映画。原作はスコット・フィリップスの小説『氷の収穫』。

## あらすじ
カンザス州ウィチタにて、ヤクザになった弁護士のチャーリーは、相棒のヴィクとともに、組織のボスであるビルから裏金を盗み出した。ところがヴィクはチャーリーに金を預けられた後姿を消し、おまけに組織が殺し屋を送り込んだ。困ったチャーリーはストリップバーで働くレナータのところへ向かう。するとビルがレナータを人質に取ってチャーリーを待ち受けていた。

## キャスト
※（）は日本語吹き替え
- チャーリー - ジョン・キューザック（桐本琢也）
- ヴィク - ビリー・ボブ・ソーントン（水内清光）
- レナタ - コニー・ニールセン（吉田陽子）
- ピート - オリヴァー・プラット（遠藤純一）
- ロイ - マイク・スター（野中秀哲）
- シドニー - ネッド・ベラミー（中多和宏）
- ビル - ランディ・クエイド（後藤哲夫）